# Mbak Sako
Mbak Sako is een bestuurslaag in het regentschap Aceh Tenggara van de provincie Atjeh, Indonesië. Mbak Sako telt 341 inwoners (volkstelling 2010).